# Schriek's Koekfabriek
Schriek's Koekfabriek is een fabriek in Oosterhout.
Het fabrieksgebouw in Oosterhout, stammend uit het begin van de 20e eeuw, deed vanaf 1925 dienst als drukkerij van boeken, kranten en handelsdrukwerk. Later ontwikkelde de drukkerij zich als kartonfabriek. De massaproductie en het op Amerikaanse manier voorverpakken van voedings- en genotmiddelen deed in de jaren twintig de vraag naar karton stijgen. Anton van der Aa richtte de drukkerij/boekhandel op. Door zijn twee zoons werd het bedrijf uitgebreid met een kartonnageafdeling. Uit deze drukkerij/boekhandel is Vandra Golfkartonfabriek B.V. in Oosterhout ontstaan, ook wel “De Vandra” genoemd. Na de oorlog groeide de vraag naar golfkarton enorm. Er werd een nieuwe golfkartonfabriek gebouwd aan het Wilhelminakanaal.

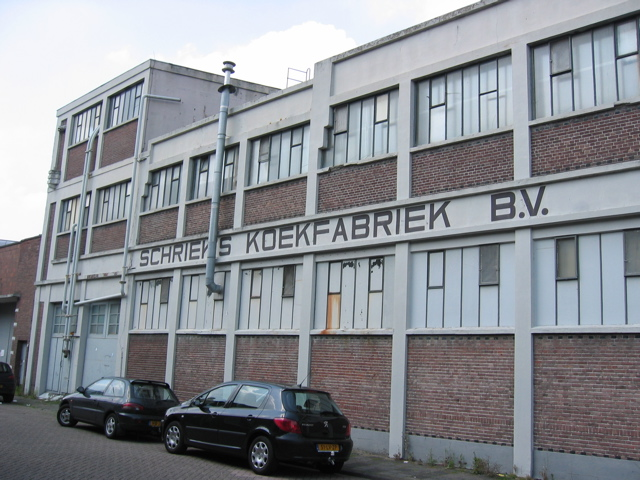
De fabriek net voor de restauratie

## Van Schriek's koekfabriek naar Rijksmonument
Halverwege vorige eeuw, in 1956, vestigde de voormalige koekfabriek van de familie Schriek uit Oosterhout zich in het gebouw.
Voorheen waren zij in Den Dolder gevestigd: van 1947 tot 1956 maakte koekfabriek Schriek, afkomstig uit Moerdijk, waar de productie van ontbijtkoek in 1869 werd gestart, nog gebruik van de bovenste etage van voormalig zeepfabriek De Duif. In Oosterhout zal menig inwoner zich de geur van peperkoek herinneren. Begin 2000 werd de productie gestaakt en werd  Schriek's overgenomen door Bolletje. Het complex staat als Rijksmonument geregistreerd. De voormalige Schriek's Koekfabriek is een jong rijksmonument, minder dan 100 jaar oud. Het gebouw is een typisch voorbeeld van het Nieuwe Bouwen. Deze architectuuropvatting gaf begin vorige eeuw een sociaal antwoord op de slechte arbeidsomstandigheden. De heldere betonnen skeletstructuur en het gebruik van grote glasvlakken bepaalden de architectonische kwaliteit. Op die manier ontstonden hoge ruimten met veel lichttoetreding.

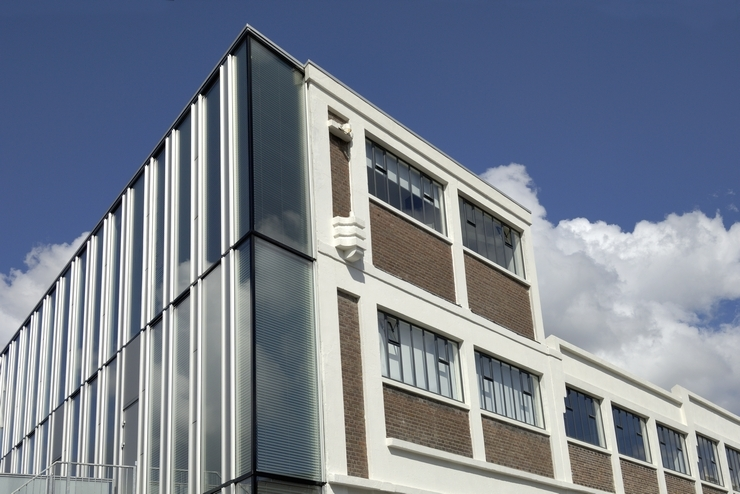
Het complex na restauratie

## Verbouwing tot wooncomplex Het Kolombijn
Het leegstaande fabriekspand nabij het stadscentrum van Oosterhout is in 2005 omgebouwd en herbestemd tot wooncomplex 'Het Kolombijn'. 
Architect Jeroen van de Ven van bureau Tarra, ondersteund door monumenten- specialist Kees Tak waren de initiatiefnemers. Aan de Kloosterstraat bevindt zich het monumentale gedeelte: een betonskelet met hoge paneelvullingen van metselwerk en glazen raamstroken. 
In het monumentale gedeelte zijn tien woningen gerealiseerd. Deze woningen bestaan uit 3 bouwlagen. 
De tien woningen in het monumentale gedeelte zijn bereikbaar via de cour, een besloten binnenhof (voormalig fabriekshal). Aan de bestaande bouw is aan de Pruimboomsteeg een nieuwbouwblok met zes stadswoningen bevestigd. De begane grond van de nieuwbouw is de overdekte parkeergarage voor de bewoners van Het Kolombijn.